# Řád knížete Danila I.

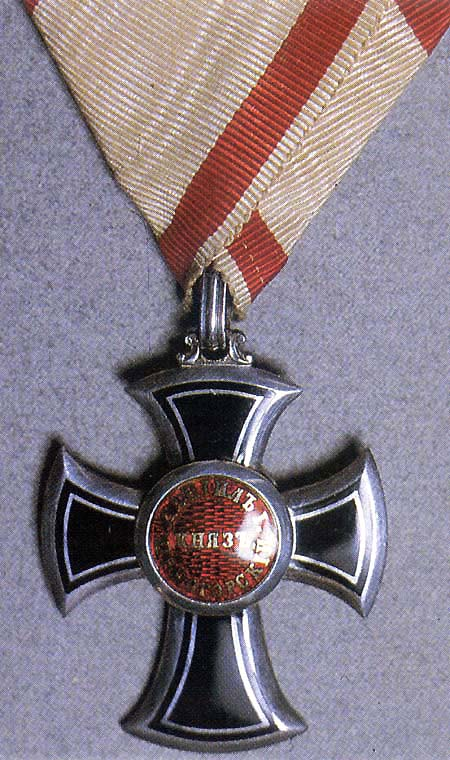
Řád knížete Danila I. za nezávislost Černé Hory, hodnost Rytíř

Řád knížete Danila I. za nezávislost Černé Hory (černohorsky Орден књаза Данила I. за независимост Црне Горе, Orden knjaza Danila I. za nezavisimost Crne Gore), běžně pouze Řád knížete Danila I. je vysoké dynastické státní vyznamenání Černé Hory z dob monarchie, v současnosti vyznamenání soukromé. Je udělován za zásluhy o nezávislost Černé Hory, dále za zásluhy na bitevních polích a zásluhy v oblasti kultury a podpory dynastie Petrovićů-Njegošů.

## Původ řádu
Řád byl založen v roce 1853 knížetem Danilem I. Petrovićem-Njegošem za zásluhy o nezávislost Černé Hory, původně jako řád s jedinou třídou. V roce 1861 jej kníže Nikola I. Petrović-Njegoš rozšířil o další dvě třídy, čímž řád pozdvihl na úroveň významných evropských vyznamenání. Nikola I. následně v roce 1873 pokračoval v rozšiřování řádu o další třídu a nakonec došlo dne 23. května 1893 k poslední úpravě. Dosavadní počet tříd se zvýšil na 5 a řád získal podobu Řádu čestné legie.

## Třídy a insignie
1. třída Velkokříž
Velkokříž Řádu Danila I. vlastní:

Stuha řádu

- bílou velkostuhu s červenými postranními pruhy
- nákrční dekorační kříž, který je řecký tlapatý ruppertského stylu, pozlacený, světle nebo tmavě modře smaltovaný, s vnitřním červeným orámováním a bílým vnějším orámováním. Kříž je korunován knížecí korunou a obsahuje na lícové straně ve středu medailón s plastickým monogramem ДI (Данило I – Danilo I.) s knížecí korunkou. Po stranách medailónu se táhne nápis ЗА НЕЗАВИСИМОСТ ЦРНЕ ГОРЕ – ZA NEZÁVISLOST ČERNÉ HORY. Na straně rubové je ve středu medailónu umístěn letopočet 1852 3 (letopočet vzniku Černohorského knížectví – březen roku 1852)
- šestnácticípou velkohvězdu vyrobenou ze stříbra, na níž je vsazen jednostranný medailón, identický s lícovou stranou medailonu na kříži, pouze postranní nápis se změnil na КНЯЗ ЦРНОГОРСКIЙ – KNÍŽE ČERNOHORSKÝ

2. třída Velkokomtur
Velkokomtur Řádu Danila I. vlastní:
- nákrční dekorační kříž, zavěšený na trojúhelníkovém uzlu, zmenšenině velkostuhy. Kříž je obdobný jako kříž u 1. třídy. Střed medailónu je stejný jako u první třídy (monogram, letopočet), pouze postranní nápis je na lícové i rubové straně stejný – ZA NEZÁVISLOST ČERNÉ HORY
- šestnácticípou hvězdu, obdobnou jako velkohvězda, ale menší

3. třída Komtur
Komtur Řádu Danila I. vlastní:
- nákrční dekorační kříž menších rozměrů než u předchozích dvou tříd a na rubové straně medailónu se opět objevuje postranní nápis KNÍŽE ČERNOHORSKÝ

4. třída Důstojník
Důstojník Řádu Danila I. vlastní:
- náprsní dekorační kříž, stejně velký jako kříž Komtura. Pouze modré smaltování nabírá tmavší barvy

5. třída Rytíř
Rytíř Řádu Danila I. vlastní:
- náprsní dekorační kříž, který se zcela odlišuje od křížů předchozích. Zachoval si podobu původního kříže z roku 1853 – stříbrný kříž s nesmaltovanými rameny. Medailónek je červený a obsahuje na lícové straně nápis ДАНИЛЬ І КНЯЗ ЦРНОГОРСКИЙ – DANIL I KNÍŽE ČERNOHORSKÝ a na straně rubové opět letopočet 1852 3 s postranním nápisem ZA NEZÁVISLOST ČERNÉ HORY.

## Členové řádu

### Někteří bývalí členové
- Její královská Výsost Francine Navarro, korunní princezna černohorská
- Jeho Veličenstvo Nikola I. Petrović-Njegoš, král černohorský
- Její Veličenstvo Milena Vukotić, královna černohorská
- Jeho královská Výsost Danilo III. Petrović-Njegoš, korunní princ černohorský

…a další bývalí členové černohorské královské rodiny
- Jeho Veličenstvo Mikuláš II. Romanov, car ruský
- Jeho Veličenstvo František Josef I. Habsbursko-Lotrinský, císař rakouský
- Jeho Veličenstvo Kristián X. Glücksburský, král dánský
- Jeho královská Výsost Artur Sasko-Koburský, princ britský
- Nikola Tesla
- Josef Kolář, slavista a pedagog (1830-1910)

### Současní členové
- Jeho královská Výsost Nikola II. Petrović-Njegoš, korunní princ černohorský (velmistr)
- Jeho královská Výsost Boris Petrović-Njegoš, dědičný princ černohorský (vice-velmistr)
- Její královská Výsost Altinaï Petrović-Njegoš, princezna černohorská
- Jeho Excelence Jovan Gvozdenović (kancléř)
- Jeho Výsost Albert Grimaldijský, kníže monacký
- Jeho Výsost Dmitrij Romanov, kníže ruský
- Jeho královská Výsost Viktor Emanuel Savojský, princ benátský
- Jeho královská Výsost Emanuel Filibert Savojský, princ benátský a piemontský
- Jeho královská Výsost Duarte Pio Braganzský, korunní princ portugalský
- Jeho královská Výsost Lorenz Rakouský d'Este, princ belgický
- Jeho královská Výsost Henri d'Orléans, hrabě pařížský
- Jeho Excelence Filip Vujanović, prezident černohorský